# Clifford Lincoln
Pour les articles homonymes, voir Lincoln.
Clifford Lincoln F.C.I.I., F.I.I.C., F.C.I.Arb. (né le 1er septembre 1928) est un homme d'affaires et ancien homme politique provincial et fédéral du Québec.

## Biographie
Né à Curepipe sur l'île Maurice, Clifford Lincoln étudie dans le domaine des assurances d'abord sur son île natale et ensuite en Afrique du Sud au Cap. Il émigre ensuite au Canada en 1958 et s'installa d'abord à Vancouver et ensuite à Montréal où il devient membre de l'exécutif dans une compagnie d'assurances.
Une fois à Montréal, il est également président de Linkman Ltd et de Lincoln Manson Inc. Il est vice-président de Dominican International Insurance Consultants, ainsi que vice-président et membre du conseil de Tomenson Saunders Whitehead ltée. De 1978 à 1980, il est président du bureau de discipline de l'Association des courtiers d'assurance du Québec. Il est conférencier de l'American Management Association et du Canadian Management Centre de 1970 à 1980.

### Carrière politique
Il débuta en politique provinciale après avoir été élu député libéral dans la circonscription de Nelligan en 1981. Réélu lors de la reprise du pouvoir par les Libéraux en 1985, il devint ministre de l'Environnement dans le cabinet de Robert Bourassa. En 1988, il quitte le cabinet avec deux autres de ses collègues ministres anglophones, Herbert Marx et Richard French, pour protester contre la Loi 178 qui permit l'affichage bilingue à l'intérieur des commerces, mais maintenait l'unilinguisme francophone à l'extérieur grâce à la clause nonobstant. Il demeura député jusqu'à l'élection de 1989.
En 1990, il tenta de devenir député libéral à la faveur d'une élection partielle dans la circonscription fédérale de Chambly mais termina deuxième, loin derrière le néo-démocrate Phil Edmonston.
Il est élu dans Lachine—Lac-Saint-Louis en 1993 et réélu en dans Lac-Saint-Louis en 1997 et en 2000. Malgré son expérience de ministre, Jean Chrétien ne le nomma pas au conseil des ministres. Il est secrétaire parlementaire de Sheila Copps, vice-première ministre et ministre de l'Environnement de 1993 à 1996.